# Franz Podesser
Franz Podesser (* 4. Dezember 1895 in Tangern, Kärnten; † 12. Jänner 1969 in Spittal an der Drau, Kärnten) war ein Kärntner Mundartdichter.

## Leben
Franz Podesser wurde als unehelicher Sohn der Magd Elisabeth Podesser in Tangern nordöstlich von Seeboden am Millstätter See geboren. Sein Vater war Knecht, Spielmann und Uhrmacher und wurde Spielmann-Heina genannt. Als lediges Kind einer Magd hatte er kein einfaches Leben und musste schon früh schwer arbeiten. Als er sieben Jahre alt war, heiratete seine Mutter und die Familie zog nach Aich bei Spittal an der Drau. Der Stiefvater war streng und Podesser musste sich daheim als Halterbub verdingen. Mit vierzehn Jahren sollte er eine Maurerlehre beginnen, wurde aber Holzknecht und arbeitete später als Bauernknecht. Mit sechzehn Jahren war er in den Sommermonaten Almhalter auf der Millstätter Alpe. Dort fand er in einer Hütte ein zerrissenes Buch mit Gedichten und Geschichten. Dieses inspirierte ihn dazu, auch selbst ein paar Verse zu versuchen. Bei Ausbruch des Ersten Weltkrieges meldete er sich freiwillig und wurde in der Zwölften Isonzoschlacht bei Bovec schwer verwundet. Ab 1919 arbeitete er als Sägearbeiter an Gattersägen. Während der Arbeit kamen ihm Ideen zu seinen Gedichten und diese schrieb er am Abend nach der Arbeit nieder. Am längsten arbeitete er an der mit Wasserkraft des Radlbachs betriebenen Maltheiner Säge bei Radl in der Gemeinde Trebesing. 1924 heiratete Franz Podesser seine Frau Theresia in Trebesing. Aus dieser Ehe entstanden fünf Kinder.
Podesser trat zum 18. Januar 1931 der NSDAP bei (Mitgliedsnummer 442.257) und war auch Mitglied der SA. 1937 erlitt er eine Magenblutung und konnte seinen Beruf vorübergehend nicht mehr ausüben. Er übernahm 1938 eine Stelle als Briefträger und Postschaffner. Von 1938 bis 1944/1945 war Franz Podesser Ortsgruppenleiter der NSDAP-Ortsgruppe Trebesing.

## Werk
1924 erschien Podessers erstes Gedicht ’s Anschiefern in der Alpenländischen Rundschau in Klagenfurt. Die Herausgabe seines ersten Gedichtbandes wurde von Karl Bacher gefördert. 1930 erschien seine zweite Veröffentlichung Samholz und Sagspän im Verlag Artur Kollitsch in Klagenfurt. Als Illustration des Werks dienten Holzschnitte von Switbert Lobisser. Ein weiterer Förderer Podessers Dichtung war der Villacher Schriftsteller Rudolf Haas. Podesser veröffentlichte Bücher wie ’s Hamatbrünndl, Bergwassalan oder Aus’n Hamatgartlan, die mehrere Auflagen erreichten. 1964 erschien das Buch Auf da Gåssnbånk, welches neben Gedichten und Tagebucheinträgen auch die Prosa-Erzählung Die groaße Gieß enthält, die das verheerende Hochwasser 1903 im Maltatal thematisiert. Podesser schrieb für verschiedene Zeitungen und Zeitschriften wie der Kärntner Volkszeitung, der Agrarischen Post in Wien und der Allgemeinen Bauernzeitung in Klagenfurt. Einige seiner Gedichte wurden von Komponisten wie Günther Mittergradnegger oder Justinus Mulle zu Kärntnerliedern vertont.

## Ehrungen
In seiner Wohngemeinde Trebesing wurde dem Dichter ein Gedenkstein gewidmet. In Klagenfurt im Stadtteil Viktring wurde eine Gasse nach ihm benannt.